# متحف المالية
متحف المالية هو أحد متاحف مدينة تونس، وهو مخصص لكل ما يهم المالية. وقد افتتح يوم 10 نوفمبر 2003، ويوجد بقلب العاصمة التونسية.

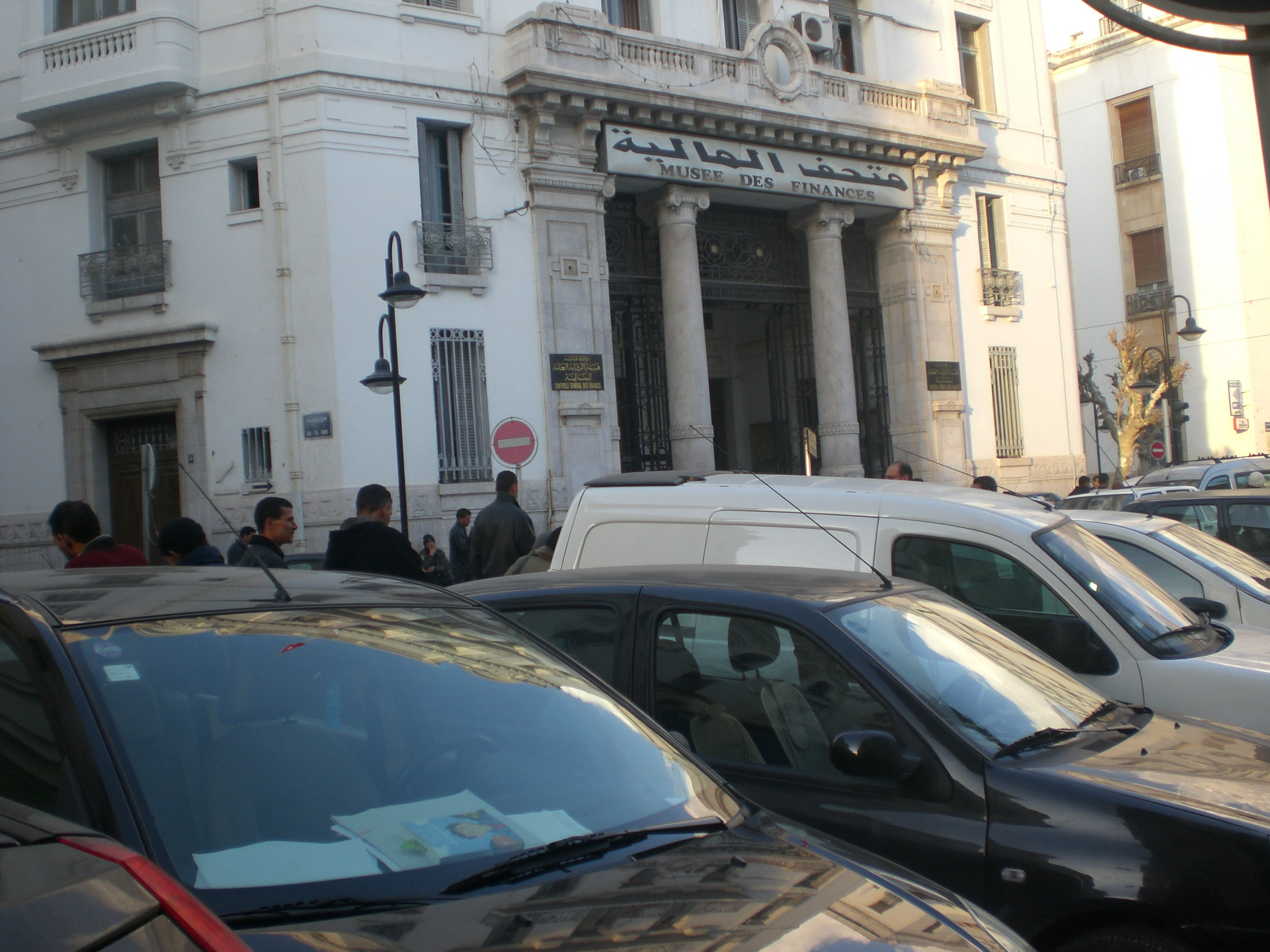
متحف المالية بتونس

## أهدافه
تتمثل الأهداف التي وضعت لهذا المتحف فيما يلي:
-عرض وإبراز التراث الوطني المتعلق بالمالية والذي جمع من مختلف المتدخلين في ميادين المالية والميزانية والمحاسبة والديوانة والبنوك والتأمينات.
-إظهار تطور هياكل التصرف في المالية العمومية منذ العهد القرطاجي.
-عرض مختلف الوثائق والمنشورات المتعلقة بإسهام المالية العمومية في تنفيذ مخططات التنمية الوطنية وبرامج الإصلاح.
-المساهمة في إنجاز بعض الأعمال البحثية. 

## المعروضات
- دفاتر مختلفة تتعلق بجمع الضرائب والأداءات منذ القرن السادس عشر.
- نماذج من الأوراق المالية والنقود منذ العهد القرطاجي.
- مجموعة من الأدوات والتجهيزات القديمة التي كانت مستعملة لطبع وموازين المعادن الثمينة.
- صور من مجوهرات العائلة الحسينية في القرن التاسع عشر.
- لوحات للتطور التاريخي للهياكل المكلفة بالتصرف في المالية العمومية.
- معطيات إحصائية حول تطور المالية العمومية قديما وحديثا.

## موقع المتحف وتوقيت فتحه
يوجد متحف العملة بمقر الرقابة العامة للمالية ب11 نهج رومة، غير بعيد عن شارع الحبيب بورقيبة وعن ساحة الاستقلال، أما توثيت العمل فهو:
- من الاثنين إلى الخميس: من الساعة التاسعة صباحا إلى الواحدة بعد الزوال، ومن الثالثة إلى الخامسة و45 د بعد الظهر.
- يوما الجمعة والسبت: من التاسعة صباحا إلى الواحدة بعد الزوال.

## إشارات مرجعية
1. ↑  متحف المالية نسخة محفوظة 15 أغسطس 2012 على موقع واي باك مشين.